# Никанчиков, Алексей Владимирович
Алексей Владимирович Никанчиков (бел. Аляксей Уладзіміравіч Ніканчыкаў; 30 июля 1940, Ягодное, Магаданская область — 28 января 1972, Минск) — советский фехтовальщик на шпагах, серебряный призёр Олимпийских игр 1968 года в командных соревнованиях, пятикратный чемпион мира, двукратный чемпион СССР в индивидуальной шпаге. Заслуженный мастер спорта СССР (1966).
В 1970 году получил приз Р. Фейерика Международной федерации фехтования за благородство и честность в спортивной борьбе. Был награждён орденом Трудового Красного Знамени.

## Биография
Алексей Никанчиков, согласно Большой советской энциклопедии, родился 30 июля 1940 года в посёлке Ягодное Магаданской области. Газета «Советский спорт» даёт другое место рождения — Москва.
Отец Алексея был военным, после службы на Чукотке семья вернулась в Москву. Работал администратором московского Дома, мать — Вера Ивановна, была домохозяйкой; в семье было три сына — Анатолий, Алексей и Борис.
Фехтованием Алексей занимался в ДСО «Динамо». Заниматься рапирой начал в юниорском возрасте у Александра Перекальского. Одним из тренеров спортсмена также был Лев Васильевич Сайчук.
Поступил в МВТУ имени Баумана, затем переехал в Минск, где стал учиться в институте физкультуры (ныне Белорусский государственный университет физической культуры). Тренировался у Г. М. Бокуна. Женился также на шпажистке — Диане Никанчиковой (Ясюкевич).
В январе 1972 года был найден мертвым в салоне своего автомобиля (отравился выхлопными газами). Был похоронен в Минске на Чижовском кладбище.